# Leonid Telyatnikov
Léonid Petrovych Telyatnikov (Ukrainien ; en ukrainien : Леонід Петрович Телятніков), né le 25 janvier 1951 et mort le 2 décembre 2004, était un commandant de brigade de pompiers soviétique, puis ukrainien, connu pour son rôle dans la direction des premières étapes de la réponse initiale à la catastrophe de Tchernobyl. Telyatnikov a servi de nombreuses années en tant qu'officier dans les organisations de lutte contre les incendies soviétiques et ukrainiennes, occupant divers postes de direction (juniors et seniors) tout au long de sa carrière.

## Jeunesse
Léonid Petrovych Telyatnikov est né le 25 janvier 1951 dans le village de Vvedenka, situé dans le rayon de Kostanaï de la RSS du Kazakhstan de l'Union soviétique, (aujourd'hui le rayon de Kostanaï du Kazakhstan).
Il y a terminé ses études primaires. Après avoir obtenu son diplôme, il a travaillé pendant un certain temps comme électricien à l'usine de réparation automobile de Kostanaï avant de commencer sa carrière de pompier en 1968.

## Début de sa carrière de pompier (1968-1986)

### Dans la RSS du Kazakhstan
Telyatnikov s'est inscrit comme cadet à l'Académie Technique des Pompiers de Sverdlovsk en 1968,.
Après avoir terminé le programme de trois ans, il a obtenu son diplôme en 1971 et est devenu membre du département paramilitaire des pompiers du ministère de l'Intérieur de l'URSS (MVD). Après avoir obtenu son diplôme, il est devenu inspecteur de la sécurité incendie dans le rayon de Kostanaï, occupant ce poste pendant deux ans. En 1973, il est réaffecté au MVD du comité exécutif de Rudny, où il occupe le poste d'inspecteur des incendies dans la ville pendant un an. En 1974, Telyatnikov s'inscrit à l'Académie supérieure d'ingénierie et de technique d'incendie du MVD à Moscou. Après avoir terminé ses quatre années d'études, Telyatnikov a obtenu son diplôme en 1978.
Telyatnikov est ensuite retourné à Kostanaï et est devenu le chef du département des pompiers paramilitaires du MVD du comité exécutif de la ville de Kostanaï, poste qu'il a occupé de 1978 à 1980. De 1980 à 1982, Telyatnikov était le chef adjoint de la brigade paramilitaire de pompiers n° 69 à Kostanaï.

### Dans la RSS d'Ukraine
En 1982, Telyatnikov a quitté Kostanaï pour Kiev. Au cours de sa première année, il a été ingénieur principal du groupe de supervision des objets spéciaux du département de sécurité incendie du ROVD du comité exécutif du district de Kiev-Svyatoshinsky de la ville de Kiev. En 1983, il reçoit le commandement de la brigade paramilitaire de pompiers n° 2, la brigade de pompiers chargée de la protection de la centrale nucléaire de Tchernobyl, et déménage sa famille dans la ville voisine de Prypiat.

## Catastrophe de Tchernobyl
Au moment de la catastrophe de Tchernobyl, Telyatnikov, désormais Major du MVD, était en vacances avec sa femme et ses enfants dans leur datcha à l'extérieur de Prypiat. Lui et sa femme étaient réveillés, attendant que l'eau froide arrive au robinet, lorsque plusieurs explosions se firent entendre. Sans s'alarmer, ils croyaient avoir entendu le bruit d'un avion supersonique passant à basse altitude, ce qui était fréquent dans la région. Peu de temps après, vers 1h32 ou 1h33 du matin, Telyatnikov a été appelé par le répartiteur des pompiers, l'informant de l'accident et le convoquant à la centrale électrique. Telyatnikov a rapidement enfilé son uniforme et a téléphoné au poste de police de Prypiat, demandant à l'officier de service d'envoyer une voiture pour l'emmener au poste, qui se trouvait à quatre ou cinq kilomètres de sa datcha,.
Arrivé au poste de police vers 1h45 du matin, Telyatnikov a constaté que l'intervention contre l'incendie avait déjà commencé,.
En tant que commandant de la brigade paramilitaire de pompiers n° 2, chargé de la protection contre les incendies, il a assumé le commandement de la lutte contre les incendies à Tchernobyl. L’une de ses premières actions était d’ordonner une inspection visuelle du bâtiment pour déterminer les emplacements des nombreux incendies :
« Nous avons inspecté le bâtiment du réacteur n°4. À travers les trous laissés par le béton brisé en morceaux, nous pouvions voir les salles de câbles, où aucun incendie n'a été observé. Cependant, depuis le hall central du réacteur, nous avons clairement vu une sorte de brasier ou de lueur… De quoi s'agissait-il ? Il n'y avait rien d'autre que la « face supérieure » du réacteur dans la salle centrale ; rien ne devait y brûler. Nous avons conclu que c'était le réacteur lui-même qui avait généré la lueur. J'ai appelé l' UMI-2 (l'unité militaire contre les incendies de la centrale nucléaire de Tchernobyl uniquement) et signalé la situation pour transmission à Kiev… »
Telyatnikov a visité la salle de contrôle du réacteur n°4, et l'ingénieur en chef adjoint, Anatoli Diatlov lui a dit qu'avec l'incendie sur le toit de la salle des turbines sous contrôle, la priorité devait être donnée aux toits du réacteur n°3 et au bloc de ventilation.
Vers 02h30, Telyatnikov a ordonné à trois pompiers de se rendre sur le toit du bloc de ventilation pour relayer le premier groupe de pompiers qui combattaient les incendies depuis le début. Ce groupe initial, qui comprenait Vladimir Pravik, Victor Kibenok et Vassili Ignatenko, souffrait déjà des effets de l'exposition aux radiations et descendait l'escalier de secours du toit avec difficulté.
Après que leur chef, le lieutenant Pravik, ait rapporté à Telyatnikov que l'incendie sur le toit du réacteur n°3 de la centrale avait été éteint, Telyatnikov, voyant que lui et les hommes qui l'accompagnaient semblaient très malades, leur a ordonné de monter dans une ambulance à proximité pour être évacués vers l'hôpital de Prypiat.
Peu après, du côté sud de la station, Telyatnikov a pris l'escalier de secours jusqu'au toit de la salle des turbines et a ordonné aux pompiers qui étaient déjà présents de continuer à surveiller l'incendie jusqu'à ce qu'ils soient relayés.
À 3 h 30, Telyatnikov commençait lui-même à ressentir des nausées et des haut-le-cœur, premiers symptômes d'une exposition aux radiations. Il a été évacué vers l'unité sanitaire n° 126 – l'hôpital de Prypiat – à cette heure-là.
Ne ressentant que les effets initiaux légers de l'exposition aux radiations et ignorant l'étendue de ses blessures, il était capable de parler, de fumer et de se promener avec ses collègues pompiers.

### Hospitalisation et convalescence
Alors que l'ampleur de la catastrophe et la gravité des blessures radiologiques subies par les premiers intervenants commençaient à être comprises par les médecins et les experts, la décision a été prise de transférer Telyatnikov, les autres pompiers hospitalisés ainsi que le personnel de la centrale vers Moscou.
En bus jusqu'à l'aéroport Boryspil de Kiev, puis de là à Moscou par avion, il a été emmené à l'hôpital n°6, un hôpital géré par Sredmash (le ministère d'État de l'énergie nucléaire) et l'Institut de physique de toute l'Union soviétique, qui disposait d'un département spécialisé dans le traitement des blessures dues aux radiations.
À ce moment là, Telyatnikov commençait à souffrir des effets les plus graves de son exposition aux radiations. Il avait perdu connaissance lors du transfert de Prypiat à Kiev en bus, et son état continuait de se détériorer.
Sa moelle osseuse avait été endommagée par des radiations ionisantes, ce qui avait diminué son nombre de globules blancs, affaibli son système immunitaire et le rendait vulnérable aux infections bactériologiques . Il a souffert d'une fièvre de plus de 40°C et ses poumons ainsi que ses voies respiratoires étaient enflammés.
Ses sœurs et son père se sont rendus à Moscou comme donneurs potentiels de moelle osseuse, au cas où le nombre de globules blancs de Telyatnikov ne se rétablirait pas et qu'il s'avérerait nécessaire de tenter une greffe de moelle osseuse.
Cependant, l'état de santé de Telyatnikov a commencé à s'améliorer. Il a été libéré du service d'isolement et autorisé à se déplacer seul dans l'hôpital n° 6 en juillet 1986, tout en portant un masque de gaze pour protéger ses poumons d'une infection.
C'est à ce moment-là qu'il a été informé pour la première fois de la mort de son subordonné , le lieutenant Vladimir Pravik, et des cinq autres pompiers qui sont morts du syndrome d'irradiation aiguë. Il est resté à l'hôpital n°6 jusqu'en août 1986, date à laquelle il a été transféré dans une station balnéaire sur la côte lettone et autorisé à se guérir en compagnie de sa femme et de ses enfants.
Le 5 septembre 1986, il est libéré de la maison de convalescence. Ce même mois, il a pu rendre visite à ses parents au Kazakhstan. Cependant, les médicaments fréquemment administrés pendant l'hospitalisation avaient eu des conséquences néfastes sur son foie, et Telyatnikov est retourné à l'hôpital trois fois avant la fin de l'année pour traiter cette complication.
Il a été libéré pour la dernière fois le 22 décembre 1986, mettant fin à sept mois de traitement médical et de convalescence.
On ne sait pas exactement quelle était la dose de radiation accumulée par Telyatnikov, mais il a déclaré dans une interview de 1987 que la dose était « quelque part entre 200 et 400 rem », mais d'autres sources affirment que Telyatnikov a reçu une dose de 450 à 520 rem,,.

### Distinctions après sa guérison
Après sa guérison, Telyatnikov a été honoré dans les médias soviétiques, notamment par un article en première page d'Izvestia et des spots à la télévision ainsi qu'à la radio.
Il a été honoré de l'Ordre de Lénine et du titre de Héros de l'Union soviétique par un décret du Présidium du Soviet suprême du 25 septembre 1986.

### Tournée internationale de bonne volonté
En 1987, après sa sortie de l'hôpital et la fin de sa convalescence, Telyatnikov a été envoyé en " tournée internationale de bonne volonté ". En visite en Bulgarie, au Japon, aux États-Unis et en Grande-Bretagne, il a assisté à diverses réceptions d'État, conventions de pompiers et autres événements.
En Grande-Bretagne, il rencontre la Première ministre Margaret Thatcher et reçoit une médaille du Syndicat des pompiers britanniques.
En visite aux États-Unis, en novembre 1987, il a prononcé un discours lors de la " 4e Grande Exposition Nationale des Casernes de pompiers et Rassemblement ", une convention de lutte contre les incendies à Baltimore, dans le Maryland.
Au Japon, Telyatnikov a assisté à une réunion de Médecins sans frontières pour le désarmement nucléaire.

## Carrière après Tchernobyl (1986-1995)
Après sa convalescence et la fin de sa tournée internationale, Telyatnikov est retourné travailler au sein du service d'incendie en tant que commandant d'un laboratoire d'essais d'incendie du MVD. Il a occupé ce poste jusqu'en 1989. Cette année-là, il a été promu au poste de " chef adjoint du département réglementaire et technique de la direction de la sécurité incendie de la direction des affaires intérieures du comité exécutif régional de Kiev ".
Il occupera ce poste jusqu'en 1993, après la dissolution de l'URSS.
Dans l'Ukraine nouvellement indépendante, Telyatnikov a été promu à des postes plus élevés au sein des pompiers de l'État.
En 1993, il devient chef adjoint de la Direction principale des incendies du ministère de l'Intérieur de l'Ukraine.
En 1995, après avoir atteint le grade de Général de Division, Telyatnikov a été promu à la tête du département d'incendie d'État du ministère de l'Intérieur, devenant ainsi commandant de l'ensemble des effectifs des pompiers de l'État ukrainien,.
Telyatnikov a pris sa retraite la même année.

## Activités après la retraite et décès
Après sa retraite, Telyatnikov est resté actif dans la lutte contre les incendies en tant que président de la Société des pompiers volontaires de Kiev à partir de 1998. À ce titre, il était responsable de l'organisation d'un festival annuel de lutte contre les incendies pour les enfants, qui a continué à se tenir après sa mort et a ensuite été réinauguré en son honneur.
En 1996, sur ordre du président ukrainien Leonid Koutchma, Telyatnikov a reçu l'Ordre ukrainien du courage, 3e classe.
En 2003, Telyatnikov a reçu un diagnostic de cancer de la mâchoire.
Invité à recevoir un traitement gratuit en Allemagne, il s'est rendu dans le pays et a subi six mois de traitement, dont deux opérations. Bien que les médecins aient été optimistes quant à sa guérison, le cancer est réapparu à l'automne 2004 et Teylatnikov est décédé le 2 décembre de la même année, à l'âge de 53 ans.
Sa mort a été annoncée par les agences de presse et sa famille a reçu une lettre de condoléances du président russe Vladimir Poutine.